# José Maria Yermo

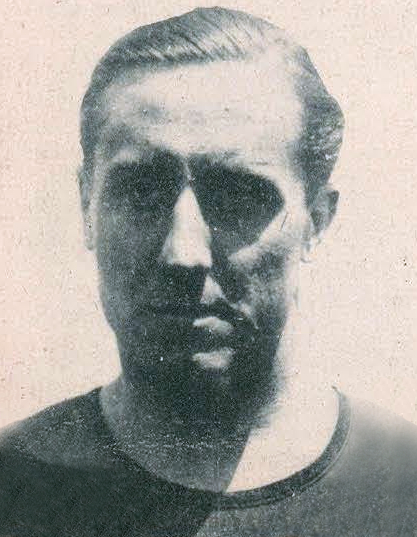
José Maria Yermo

José María Yermo Solaegui (21 de junho de 1903 — 21 de outubro de 1960) foi um atleta espanhol que se destacou no futebol, ciclismo e atletismo durante as décadas de 20 e 30 do século XX. Defendeu as cores da Espanha em dois eventos nos Jogos Olímpicos de Amsterdã 1928.